# Holly Short
Holly Short er en fiktiv karakter i Eoin Colfers serie Artemis Fowl. Short er en fe, og i størstedelen af serien er hun ansat i NIS, først som kaptajn og senere som kommandør. Hun er den første kvindelige kaptajn i deres særlige eliteenhed, og er derfor konstant på prøve, og hun er af den klare overbevisning at Julius Root, der ansatte hende, ikke bryder sig om hende.
I den første bog bliver hun kidnappet af Artemis Fowl for at han kan få 1 ton guld i løsesum fra Folket, men de udvikler over de efterfølgende bøger et nært venskab.